# Сміда
Сміда (рум. Smida) — село у повіті Клуж в Румунії. Входить до складу комуни Беліш.
Село розташоване на відстані 350 км на північний захід від Бухареста, 56 км на захід від Клуж-Напоки.

## Населення
За даними перепису населення 2002 року у селі проживала 61 особа, усі — румуни. Усі жителі села рідною мовою назвали румунську.